# Latitude e clima
O que determina o local da Terra por onde passam essas linhas é a medida do ângulo de incidência dos raios de sol na superfície.  Assim, quando o raio de sol incidir na superfície da Terra em seu maior ângulo de inclinação teremos a marca de um trópico. 
O nome do trópico será o da constelação que estiver atrás do Sol naquela época (Câncer ou Capricórnio).
O raio de sol é energia em forma luminosa. Assim, um raio que incida em ângulo reto (90 graus) terá uma área de incidência pequena, ou seja, a dispersão dessa energia no solo será mais concentrada. Já o raio de sol que incide na superfície da Terra em um ângulo menor (aproximadamente 23 graus, que é a mesma medida dos Trópicos), ou seja, incide meio que deitado terá uma área de incidência muito maior para distribuir sua energia, e por este motivo transfere menos calor por centímetro quadrado de solo. 
Desta forma, no Equador, onde o raio de sol chega ao solo mais concentrado, o clima é mais quente.
Nos trópicos, onde o raio de sol chega ao solo mais espalhado, o clima é menos quente. 
Nos pólos, onde o raio de sol chega muito mais espalhado, o o clima é muito menos quente.
No entanto, os lugares mais frios da superfície terrestre não são os pólos, mas a estação científica sobre o Lago Vostok, na Antárctida, e a aldeia de Oymyakon, na Sibéria (à latitude de 63º 15').
CLASSIFICAÇÃO DE STRAHLER – baseia-se na classificação de clima de acordo com a atuação das massas de ar. É um visão mais dinâmica na explicação climática.

## Divisão climática
O clima terrestre de acordo com a latitude e massas de ar (Classificação Climática de Strahler) pode ser dividido em três principais: de baixas latitudes, de latitudes médias e, de altas latitudes.

### Clima de baixas latitudes
O clima nas baixas latitudes é controlado por massas de ar equatoriais e tropicais.
Principais subdivisões:
- Equatorial úmido;
- Litorâneo com ventos alísios;
- Desértico tropical;
- Desértico da costa ocidental, e;
- Tropical semiúmido.

### Clima de latitudes médias
O clima nas latitudes médias (entre os trópicos de câncer e de capricórnio) é controlado pelas massas de ar tropicais e polares.
Principais subdivisões:
- Subtropical úmido;
- Mediterrâneo;
- Marítimo da costa ocidental;
- Desértico de latitudes médias;
- Continental úmido, e;
- Seco de latitudes médias.

### Clima de altas latitudes
O clima nas altas latitudes é dominado pelas massas de ar polar e ártica, subdividido em boreais (hemisfério Norte) e antártico (hemisfério Sul).
Principais subdivisões:
- Continental subártico;
- Tundra;
- Marítimo subártico;
- Polar, e;
- Climas das terras altas (cadeias de montanhas com gelo eterno).